# کاهش جمعیت سفیدپوستان

دگرگونی جمعیتی «سفیدپوستان آمریکایی» یا «آمریکایی‌های اروپایی» نیز شاخته می‌شوند از سال (۱۹۶۰ تا ۲۰۲۰)، این پژوهش‌ها نشان می‌دهد که ایالات متحده آمریکا که تا چند دهه گذشته به عنوان «کشور سفید» شناخته می‌شد و سپیدپوستان اکثریت جمعیت آن را تشکیل می‌دادند، تا چند دهه آینده بخاطر کاهش رشد جمعیت سفید و افزایش بسیار زیاد مهاجرت‌های نا-سفیدپوستان از آفریقا، آسیا و آمریکای لاتین، به کشوری تبدیل خواهد شد که سفیدپوستان خود را در آن اقلیت‌سفید خواهند دید و فرهنگ آمریکایی که در گذشته فرهنگ سفید یا «اروپایی‌تبار» شناخته می‌شد از فرهنگ اروپایی به شدت فاصله خواهد گرفت، و برای این پدید اصطلاح «اقلیت اکثریت» را به کار می‌بردند، پژوهش‌ها نشان می‌دهند تا پیش از سال ۲۰۴۵ سفیدپوستان به یک اقلیت در آمریکا تبدیل خواهند شد.

کاهش جمعیت سفیدپوستان کاهش جمعیت سفیدپوست از دید عددی یا به صورت درصدی از تمام جمعیت در یک شهر، ایالت (یا استان)، منطقه فرعی یا ملت‌های گوناگون سفید به ویژه در کشورهای شمال غربی اروپا است. در تعدادی از کشورها و حوزه‌های قضایی کوچکتر ثبت شده است. به عنوان مثال، بر اساس سرشماری‌های ملی، سفیدپوستان آمریکایی، کانادایی سفید، سفیدپوستان آمریکای لاتین و سفیدپوستان در بریتانیا به ترتیب در ایالات متحده، کانادا، آمریکای لاتین و بریتانیا در حال کاهش جمعیت هستند. کاهش جمعیت سفیدپوست در کشورهای دیگر از جمله استرالیا، نیوزیلند، آفریقای جنوبی، آلمان، اسپانیا، ایتالیا، فرانسه و زیمبابوه نیز قابل مشاهده است.

پراکندگی «سفیدپوستان بریتانیایی» از سال ۲۰۰۱ تا ۲۰۱۱، که دگرگونی بسیار تند جمعیتی را در بریتانیا نشان می‌دهد که دلایل گوناگونی دارد از جمله:کاهش زادآوری در میان خانواده‌های سفید و به ویژه تهاجم‌های افراطی مهاجران از آسیا (خاورمیانه، هند، چین و…، و آفریقای سیاه و صحرایی، بر پایه پژوهش‌های آکادمیک جمعیت‌شناسی، پروفسور دانشگاه آکسفورد دیوید آنویل کلمن می‌گوید: تا سال ۲۰۵۶ سفیدپوستان بریتانیایی به یک اقلیت سفید در بریتانیا تبدیل خواهند شد.

## در مشترک‌المنافع‌های بریتانیا
در کانادا
در استرالیا

دگرگونی جمعیتی کانادایی‌های سفید (کانادایی‌های اروپایی) از ۲۰۰۱ تا ۲۰۱۶، که هر سال از سال گذشته کمتر می‌شود و این سبب می‌شود کانادا که در گذشته کشوری سفید و فرهنگش مانند فرهنگ آمریکایی سده بیستم میلادی فرهنگ سفید(اروپایی‌تبار) شناخته می‌شد، سریع مانند جمعیتش دگرگون می‌شود، پژوهش‌ها نشان می‌دهد تا پیش از سال ۲۰۵۰ سفیدپوستان به یک اقلیت در کانادا بدل خواهند شد.

تا پیش از لغو «سیاست استرالیای سفید» در حال اجرا بود که بر پایه آن مردمان تنها با نژاد سفید به‌طور ویژه از بریتانیا یا تبار بریتانیایی و کشورهای اروپایی دیگر به استرالیا بیایند، بر همین اساس تا دهه ۶۰ بیش از ۹۸٪ استرالیا سفیدپوست خالص بودند.

پژوهشگران کوشش کرده‌اند، به عوامل فرعی و پیامدهای پیش‌بینی‌شده کاهش جمعیتی سفیدپوستان در جوامع مربوط به آن بپردازند. اصطلاح اقلیت اکثریت برای تعیین منطقه ای استفاده می‌شود که در آن کاهش، آنچه در سطح ملی به عنوان سفیدپوستان تعریف می‌شود، سبب تبدیل شدن اکثریت پیشین به اقلیت شده است. نمونه‌هایی از این موارد شامل بخش‌هایی از ایالات متحده و برزیل است. دیگر مفاهیم قابل توجه عبارتند از نظریه «Whiteshift» جمعیت‌شناس اریک کافمن، که پیش‌بینی می‌کند طبقه‌بندی‌های دگرگون کننده سفیدپوستان با ظهور اکثریت‌های نژادی مختلط، و پژوهش‌های روان‌شناس اجتماعی جنیفر ریچسون در مورد شرایط تغییر نژادی، که چگونگی خصومت سفیدپوستان با نژادهای دیگر را مشخص می‌کند. گروه‌ها متناسب با آگاهی آنها از کاهش سهم جمعیت سفیدپوست افزایش می‌یابد.
کارشناسان افراط‌گرایی و تروریسم نشان داده‌اند که جمعیت ملی در رابطه با سفیدپوستان در معرض بهره‌کشی گروه‌های راستگرای رادیکال و سیاسی، از جمله پیروی از تئوری‌های توطئه است، مانند:
*نسل‌کشی سفیدپوستان
*جایگزینی بزرگ
*دولت اشغالگر صهیونیستی
و … این نیز به عنوان ضد سقط جنین، و احساسات مهاجرستیزانه آشکار شده است. داده‌های علمی نشان می‌دهد که مهاجرت در کنار برخی بدی‌ها، خوبی‌ها نیز به همراه دارد و به نگه‌داری از وضعیت اقتصاد پس از کاهش جمعیت سفیدپوستان و در نتیجه نیروی کار کمک شایانی کرده است.